# النظرية البراغماتية للحقيقة
النظرية البراغماتية للحقيقة هي نظرية للحقيقة ضمن فلسفتي البراغماتية والفعلانية. وأول من طرح النظريات البراغماتية للحقيقة كان تشارلز ساندرز برس وويليام جيمس وجون ديوي. وكانت السمات المشتركة لهذه النظريات هي الاعتماد على المبدأ البراغماتي كوسيلة لتوضيح معاني المفاهيم الصعبة مثل الحقيقة؛ والتأكيد على حقيقة أن العقيدة أو اليقين أو المعرفة أو الحقيقة هي نتيجة التحري.

## الخلفية
تطورت النظريات البراغماتية للحقيقة من الأفكار السابقة للفلسفة القديمة المدرسية. وغالبًا ما يجري الخلط بين الأفكار البراغماتية حول الحقيقة والمفاهيم المتميزة تمامًا مثل «المنطق والتحري» و«الحكم على ما هو صحيح» و«مسندات الحقيقة».

### المنطق والتحري
في إحدى الصيغ الكلاسيكية تُعرَّف الحقيقة على أنها خير المنطق، حيث يكون المنطق علمًا معياريًا، أي التحري في خير أو قيمة تسعى إلى معرفة ذلك والوسائل لتحقيقها. ومن وجهة النظر هذه لا يمكن مناقشة الحقيقة بشكل كبير خارج سياق التحري والمعرفة والمنطق، وكلها تؤخذ في الاعتبار.
تبدأ معظم التحريات في طبيعة الحقيقة بمفهوم عنصر يحمل معلومات أو معنى أو له أهمية، قد تكون حقيقة معلوماته أو معناه أو أهميته موضع تساؤل وتحتاج إلى تقييم. واعتمادًا على السياق قد يُطلق على هذا العنصر أداة، أو تعبير، أو صورة، أو انطباع، أو غنائية، أو علامة، أو أداء، أو تصور، أو جملة، أو إشارة، أو سلسلة، أو رمز، أو نص، أو فكرة، أو سمة، أو إفصاح، أو كلمة، أو عمل، وما إلى ذلك. ومهما كانت الحالة فإن على المرء مهمة الحكم ما إذا كان حامل المعلومات أو المعنى أو الأهمية هو بالفعل حامل الحقيقة. ويجري التعبير عن هذا الحكم بشكل نموذجي في شكل مسند حقيقة محدد، ويؤكد تطبيقه الإيجابي على أن العلامة صحيحة.

### الحكم على ما هو صحيح
بالنظر إلى الأفق الأوسع لا يوجد سبب كافٍ لتخيل أن عملية الحكم على العمل، والتي تؤدي إلى التنبؤ بالخطأ أو الصواب، هي بالضرورة قابلة لإضفاء الطابع الرسمي، وقد تظل دائمًا ما يُطلق عليه عادةً استدعاء الحكم. ولكن هناك بالفعل العديد من المجالات المحددة جيدًا حيث يكون من المفيد النظر إلى أشكال التقييم المنضبطة، وتسمح ملاحظة هذه الحدود بتأسيس ما يسمى طريقة الحكم على الحقيقة والخطأ.
أحد الأسئلة الأولى التي يمكن طرحها في هذا المجال يتعلق بالعلاقة بين الأداء الهام ونقده الانعكاسي. وإذا عبر المرء عن نفسه بطريقة معينة وقال أحدهم «هذا صحيح»، فهل هناك أي شيء مفيد على الإطلاق يمكن قوله بعبارات عامة حول العلاقة بين هذين الفعلين؟ مثلًا هل يضيف النقد قيمة للتعبير المنتقد، هل يقول شيئًا مهمًا في حد ذاته، أم أنه مجرد صدى غير جوهري للإشارة الأصلية؟

### مسندات الحقيقة
يمكن وصف نظريات الحقيقة وفقًا لعدة أبعاد للوصف تؤثر على طابع المسند «الصحيح». ويمكن تصنيف مسندات الحقيقة المستخدمة في نظريات مختلفة من خلال عدد الأشياء التي يجب ذكرها من أجل تقييم حقيقة العلامة، مع اعتبار العلامة نفسها أول شيء.
في المنطق الرسمي تسمى هذه الرتبة أصل المسند. ويمكن بعد ذلك تقسيم أنواع مسندات الحقيقة وفقًا لأي عدد من الخصائص الأكثر تحديدًا التي يدرك العديد من المنظرين أنها مهمة.
1. مسند الحقيقة الأحادي هو الذي ينطبق على موضوعه الرئيسي -عادةً تمثيل ملموس أو محتوى مجرد- بصرف النظر عن الإشارة إلى أي شيء آخر. وفي هذه الحالة يمكن للمرء أن يقول إن حامل الحقيقة هو صادق في حد ذاته.
2. مسند الحقيقة الثنائي هو الذي ينطبق على موضوعه الرئيسي فقط بالإشارة إلى شيء آخر، موضوع ثانٍ. والأكثر شيوعًا أن يكون الموضوع المساعد إما شيئًا أو تفسيرًا أو لغة يرتبط بها التمثيل بعض الشيء.
3. مسند الحقيقة الثلاثي هو الذي ينطبق على موضوعه الرئيسي فقط بالإشارة إلى موضوع ثانٍ وثالث. مثلًا في النظرية الواقعية للحقيقة يتعين على المرء أن يحدد كلًا من موضوع الإشارة، وإما تفسيرها أو علامة أخرى تسمى المفسر قبل أن يتمكن المرء من القول إن الإشارة صحيحة لموضوعها بالنسبة إلى مفسرها أو علامتها المفسرة.

يجب النظر إلى العديد من المؤهلات فيما يتعلق بأي مخطط تصنيف بسيط جذريًا، حيث نادرًا ما تقدم الممارسة الحقيقية أي أنواع نقية، وهناك أماكن يكون من المفيد فيها التحدث عن نظرية الحقيقة «تقريبًا» ك- أديك، أو «يكون» ك- أديك من الممكن استخلاص تفاصيل معينة وإهمالها في سياق معين من المناقشة. ومع ذلك نظرًا إلى التقسيم العام لمسندات الحقيقة وفقًا لأصلها، يمكن التمييز بين الأنواع الأخرى داخل كل جنس وفقًا لعدد من الميزات الأكثر دقة.
تخبرنا حقيقة الاهتمام في نظرية مطابقة الحقيقة النموذجية عن وجود علاقة بين التمثيلات والحالات الموضوعية للشؤون، وبالتالي يجري التعبير عنها في الغالب من خلال المسند الثنائي. وبشكل عام يقول المرء إن التمثيل صحيح لموقف موضوعي، وبإيجاز أكثر إن الإشارة صحيحة بالنسبة إلى شيء. وقد تختلف طبيعة المطابقة من نظرية إلى نظرية ضمن هذه العائلة. ويمكن أن تكون المطابقة تعسفية إلى حد ما أو يمكن أن تأخذ طابع التمثيل أو الأيقونة أو المشاكلة، حيث يجري جعل التمثيل صحيحًا لموضوعه من خلال وجود عناصر مقابلة وبنية مماثلة.

## برس
يمكن فهم القليل جدًا في فكر برس في ضوئه الصحيح دون فهم أنه يعتقد أن كل الأفكار علامات، وبالتالي وفقًا لنظريته في الفكر لا يمكن فهم أي فكرة خارج سياق علاقة الإشارة. وعلاقات الإشارة المأخوذة بشكل جماعي هي موضوع نظرية العلامات. لذا فإن نظرية برس حول العلاماتية هي مفتاح لفهم فلسفته الكاملة في التفكير والتفكير البراغماتي.

في مساهمته في مقال «الحقيقة والزيف والخطأ» لقاموس بالدوين للفلسفة وعلم النفس (1901)، يعرّف برس الحقيقة بالطريقة التالية:
الحقيقة هي أن تتوافق عبارة مجردة مع الحد المثالي الذي يميل نحوه البحث اللامتناهي إلى الاعتقاد العلمي، والذي يتوافق مع البيان المجرد الذي قد يمتلكه بحكم الاعتراف بعدم دقته وانحيازه، وهذا الاعتراف عنصر أساسي للحقيقة. (برس 1901، انظر الأوراق المجمعة 5.565).
تؤكد هذه العبارة على وجهة نظر برس القائلة بأن أفكار التقريب، وعدم الاكتمال، والتحيز، والتي يصفها في مكان آخر بالتخطيئية و«الإشارة إلى المستقبل» ضرورية لمفهوم صحيح للحقيقة. وعلى الرغم من أن برس يستخدم أحيانًا كلمات مثل التوافق والمطابقة لوصف جانب واحد من علاقة الإشارة البراغماتية، فهو أيضًا واضح تمامًا في قوله إن تعريفات الحقيقة القائمة على مجرد التطابقات ليست أكثر من تعريفات اسمية، والتي يتبعها تقليد طويل في التراجع إلى مكانة أقل من التعريفات الحقيقية.